# Gymnocarpium appalachianum
Gymnocarpium appalachianum là một loài dương xỉ trong họ Cystopteridaceae. Loài này được Pryer & Haufler mô tả khoa học đầu tiên năm 1993.